# Георгијевск
Георгијевск (рус. Георгиевск) град је у Русији у Ставропољском крају. Према попису становништва из 2010. у граду је живело 72.126 становника.

## Географија
Површина града износи 25 km².

## Становништво
Према прелиминарним подацима са пописа, у граду је 2010. живело 72.126 становника, 1.551 (2,20%) више него 2002.
| 1939.  | 1959.  | 1970.  | 1979.  | 1989.  | 2002.  | 2010.  |
| ------ | ------ | ------ | ------ | ------ | ------ | ------ |
| 31.578 | 35.135 | 44.243 | 53.635 | 62.926 | 70.575 | 72.126 |